# Brachyleptura vagans
Brachyleptura vagans là một loài bọ cánh cứng trong họ Cerambycidae.